# Tecnologia TTL
TTL és la sigla en anglès de transistor-transistor logic, és a dir, 'lògica transistor a transistor'. És una família lògica o, cosa que és el mateix, una tecnologia de construcció de circuits electrònics digitals. En els components fabricats amb tecnologia TTL els elements d'entrada i sortida del dispositiu són transistors bipolars. La seva tensió d'alimentació característica es troba compresa entre els 4,75 v i els 5,25 V (com es veu un rang molt estret). Els nivells lògics venen definits pel rang de tensió compresa entre 0,2 V i 0,8 V per l'estat L (baix) i els 2,4 V i Vcc per l'estat H (alt). La velocitat de transmissió entre els estats lògics és la seva millor base, tot i que aquesta característica el fa augmentar el seu consum sent el seu major enemic. Motiu pel qual han aparegut diferents versions de TTL com a FAST, LS, S, etc i últimament els CMOS: HC, HCT i HCTLS. En alguns casos pot arribar a poc més dels 250 MHz. Els senyals de sortida TTL es degraden ràpidament si no es transmeten a través de circuits addicionals de transmissió (no poden viatjar més de 2 m per cable sense greus pèrdues).

## Història
Encara que la tecnologia TTL té el seu origen en els estudis de Sylvania, va ser Signetics la companyia que la va popularitzar per la seva gran velocitat i immunitat al soroll que la seva predecessora DTL, oferta per Fairchild Semiconductor i Texas Instruments, principalment. Texas Instruments immediatament va passar a fabricar TTL, amb la seva família 74xx, que es convertiria en un estàndard de la indústria.

## Famílies TTL
Els circuits de tecnologia TTL es prefixa normalment amb el número 74 (54 en les sèries militars i industrials). A continuació un codi d'una o diverses xifres que representa la família i posteriorment un de 2 a 4 amb el model del circuit. Pel que fa a les famílies es distingeixen:
- TTL: Sèrie estàndard
- TTL-L (low power): Sèrie de baix consum
- TTL-S (Schottky): Sèrie ràpida (utilitza díodes Schottky)
- TTL-AS (advanced Schottky): Versió millorada de la sèrie anterior
- TTL-LS (low power Schottky): Combinació de les tecnologies L i S (és la família més estesa)
- TTL-ALS (advanced low power Schottky): Versió millorada de la sèrie AS
- TTL-F (FAST: Fairchild advanced Schottky)
- TTL-AF (advanced FAST): Versió millorada de la sèrie F
- TTL-HC (high speed C-MOS): Realment no es tracta de tecnologia TTL bipolar sinó CMOS
- TTL-HCT (high speed C-MOS): Sèrie HC dotada de nivells lògics compatibles amb TTL
- TTL-G (GHz C-MOS): GHz (From PotatoSemi)

## Versions
A la família inicial 7.400 o 74N, aviat es va afegir una versió més lenta però de baix consum, la 74L i la seva contrapartida ràpida, les 74H, que tenia la base dels transistors dopada amb or per produir centres de recombinació i disminuir la vida mitjana dels portadors minoritaris a la base.
Però el problema de la velocitat prové que és una família saturat, és a dir, els transistors passen de tall a saturació. Però un transistor saturat conté un excés de càrrega en la seva base que s'ha d'eliminar abans que comenci a tallar, prolongant el seu temps de resposta. L'estat de saturació es caracteritza per tenir el col·lector a menys tensió que la base. Llavors un díode entre base i collector, desvia l'excés de corrent impedint la introducció d'un excés de càrregues a la base. Per la seva baixa tensió directa s'utilitzen díodes de barrera Schottky. Així hi ha les famílies 74S i 74LS, Schottky i Schottky de baixa potència. Les 74S i 74LS van desplaçar del tot les 74L i 74H, degut al seu millor producte retard · consum. Millores en el procés de fabricació van conduir a la reducció de la mida dels transistors que va permetre el desenvolupament de tres famílies noves: 74F (FAST: Fairchild Advanced Schottky Technology) de Fairchild i 74AS (Advanced Schottky) i 74ALS (Advanced Low Power Schottky) de Texas Instruments. Posteriorment, National Semiconductor redefinir l'74F per al cas de memòria intermèdia i interfícies, passant a ser 74F (r).

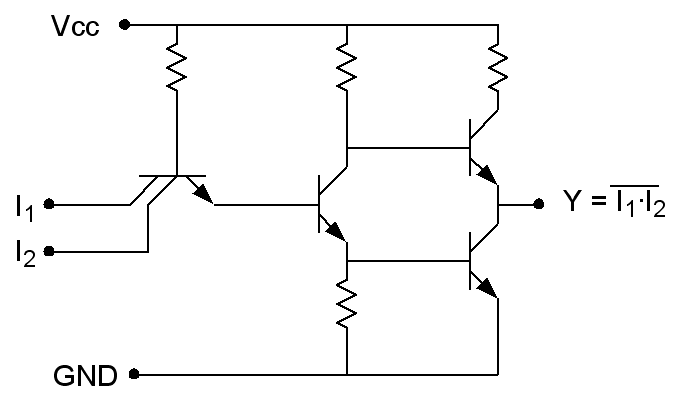
Porta NAND en tecnologia TTL estàndard (N)

## Tecnologia
La tecnologia TTL es caracteritza per tenir tres etapes, sent la primera la que li nomena:
- Etapa d'entrada per emissor. S'utilitza un transistor multiemisor en lloc de la matriu de díodes de DTL.
- Separador de fase. És un transistor connectat a emissor comú que produeix en la seva col·lector i emissor senyals en contrafase.
- Driver. Està formada per diversos transistors, separats en dos grups. El primer va connectat a l'emissor del separador de fase i drenen el corrent per produir el nivell baix a la sortida. El segon grup va connectat al col·lector del divisor de fase i produeix el nivell alt.

Aquesta configuració general varia lleugerament entre dispositius de cada família, principalment l'etapa de sortida, que depèn de si són memòria intermèdia o no i si són de col·lector obert, tres estats (ThreeState), etc.
Majors variacions es troben entre les diferents famílies: 74N, 74L i 74H difereixen principalment en el valor de les resistències de polarització, però la majoria dels 74LS (i no 74S) no tenen el transistor multiemisor característic de TTL. En el seu lloc porten una matriu de díodes Schottky (com DTL). Això els permet acceptar un marge més ampli de tensions d'entrada, fins a 15V en alguns dispositius, per facilitar la seva interfície amb CMOS. També és bastant comú, en circuits connectats a busos, posar un transistor PNP a l'entrada de cada línia, per disminuir el corrent d'entrada i així carregar menys el bus.
Hi ha dispositius d'interfície que integren impedàncies d'adaptació a l'autobús per a reduir la reflexions o augmentar la velocitat.

## Aplicacions
A més dels circuits LSI i MSI descrits aquí, les tecnologies LS i S també s'han emprat en:
- Microprocessadors, com el 8x300, de Signetics, la família 2.900 d'AMD i altres.
- Memòries RAM
- Memòries PROM
- PAL, Programmable Array Logic, consistent en una PROM que interconnecta les entrades i cert nombre de portes lògiques.